# 山陽町 (岡山県)
山陽町（さんようちょう）は、かつて岡山県の南部にあった町。赤磐郡に属した。南北朝時代には鳥取荘が置かれ長講堂領となっていたが、一時期、児島高徳が恩賞により形式的な所領としていたといわれる。現在は赤磐郡内の他3町との合併により赤磐市となり、その中心地として市役所本庁が置かれている。
山陽とは合併前の旧西山村、高陽村の合成地名である。

## 地理
町の中央部は比較的平坦であり、東西は100m - 380mの丘陵となっている。東西の丘陵には山陽団地や岡山ネオポリスといった住宅団地があり岡山市のベッドタウンとなっている。1970年には8066人であった人口は住宅団地の整備に伴って急増し、1980年には18673人に、合併時には24973人となった。平成の大合併前の人口は県下の町では最大であり、旧高梁市や旧新見市よりも多かった。
産業の中心は農業でありモモ・ブドウなどの果樹栽培が盛んである。
1956年（昭和31年）4月11日、町内に昭和天皇、香淳皇后が行幸啓した際には、果樹園の視察が行われた。

## 沿革
- 1889年（明治22年）4月1日 - 町村制施行に伴い赤坂郡東高月村、鳥取下村、鳥取中村、西高月村、西山村が発足。
- 1900年（明治33年）4月1日 - 赤坂郡が磐梨郡と合併して赤磐郡となる。
- 1902年（明治35年）4月1日 - 東高月村、鳥取下村、鳥取中村が合併して高陽村となる。
- 1926年（大正15年）10月1日 - 西高月村が改称して高月村となる。
- 1953年（昭和28年）3月1日 - 高陽村・高月村の一部・西山村の合併により町制施行、山陽町となる。高月村の残部は岡山市に編入。
- 2005年（平成17年）3月7日 - 赤坂町・熊山町・吉井町との合併により市制施行、赤磐市となる。

## 教育
- 山陽町立山陽小学校
- 山陽町立山陽北小学校
- 山陽町立山陽西小学校
- 山陽町立山陽東小学校
- 山陽町立高陽中学校
- 山陽町立桜が丘中学校

現在は各校とも赤磐市立

## 交通
町内には鉄道、国道は走っていない。
最寄り駅
- JR山陽本線熊山駅、瀬戸駅

高速道路
- 山陽自動車道（山陽IC）

県道
- 岡山県道27号岡山吉井線
- 岡山県道37号西大寺山陽線
- 岡山県道250号山口山陽線
- 岡山県道251号馬屋瀬戸線
- 岡山県道253号可真上山陽線